# Alessandro Nava
Alessandro Nava (XVIII sec. d.C. – XIX sec. d.C.) è stato un giudice e politico italiano.

## Biografia
Una descrizione vivida del carattere e di alcuni fatti della vita di Alessandro Nava durante il suo periodo di governatore regio di Altamura (prima dell'arrivo dei francesi nel 1806) è fornito da Luca de Samuele Cagnazzi. All'interno della sua autobiografia, Cagnazzi racconta del suo periodo ad Altamura di ritorno da una peregrinazione iniziata nel 1799. Racconta che Nava era "uno de' soliti bricconi e venale, nondimeno mi fu giusto estimatore, anzi amico". Cagnazzi racconta come nel febbraio 1806 già si presagiva l'imminente arrivo dei francesi e Nava non voleva crederci, anzi "più inveiva contro gli Altamurani, e questi per lo contrario si erano resi più arditi". Durante una visita del generale Minichini a Gravina in Puglia, Nava fece arrestare alcuni altamurani che avevano osato rispondergli malamente.
Giunta ad Altamura la notizia che i francesi erano entrati a Napoli, Cagnazzi aiutò del Carretto a fuggire e offrì tutta la sua protezione e supporto a Nava, che ancora non voleva crederci (Cagnazzi gli mostrò la lettera di suo nipote che lo informava dell'entrata dei francesi) e che ad ogni modo sarebbe decaduto dalle sue funzioni. Il prelato Gioacchino de Gemmis sarebbe presto ritornato ad Altamura nella sua duplice funzione (persa nel 1799) di primicerio e rettore dell'Università di Altamura. In alcuni documenti, il nome di Alessandro Nava compare nella funzione di giudice di prima istanza a Bari nell'anno 1815.

## Incarichi
- Giudice di prima istanza a Bari (1815)[2]
- Governatore regio di Altamura (180?-1806)[3]